# James Shaw (homme politique)
James Shaw, né le 6 mai 1973 à Wellington, est un homme politique néo-zélandais.

## Biographie
Il rejoint le Parti vert (écologiste) en 1990. Après avoir travaillé pour la Electricity Corporation of New Zealand, il émigre au Royaume-Uni en 1997, et y travaille pendant treize ans, principalement comme conseiller en gestion d'entreprise, se focalisant sur la question du développement durable. Dans le même temps, il obtient un Master en gestion d'entreprises et développement durable à l'Université de Bath. De retour en Nouvelle-Zélande en 2010, il entre en politique, et se présente sans succès aux élections législatives de 2011. Il est élu député à la Chambre des représentants, au scrutin de liste, en septembre 2014. En mai 2015, il est élu co-dirigeant du Parti vert, avec Metiria Turei. Il est perçu comme faisant partie d'une aile du parti moins à gauche, et plus à l'aise avec le monde de l'entreprise ; il souhaite que le parti emmène les Néo-Zélandais vers « une économie et une société de haute technologie post-carbone »,,,.
À la suite des élections législatives de septembre 2017, le Parti vert entre au gouvernement de la nouvelle Première ministre Jacinda Ardern dans le cadre d'un accord avec le Parti travailliste et le parti Nouvelle-Zélande d'abord. James Shaw est nommé ministre du Changement climatique.